# Cyanidiophytina
Cyanidiophytina H.S. Yoon, K.M. Müller, R.G. Sheath,
F.D. Ott & D. Bhattacharya, 2006, segundo o sistema de classificação de Hwan Su Yoon et al. (2006), é o nome botânico de um subfilo de algas vermelhas unicelulares do filo Rhodophyta.
- Subfilo novo, não eistente em nenhum dos  sistemas de classificações anteriores.

## Táxons inferiores
Classe: Cyanidiophyceae Merola, Castaldo, De Luca, Gambarella, Musacchio & Taddei, 1981. 
Ordem: Cyanidiales T. Christensen, 1962
Família 1. Cyanidiaceae Geitler, 1935.
Gêneros: Cyanidium, Cyanidioschyzon
Família 2. Galdieriaceae Merola, Castaldo, De Luca, Gambarella, Musacchio & Taddei, 1981.
Gêneros: Galdieria
- Este  subfilo não foi incluído no sistema de classificação sintetizado de R.E. Lee (2008).